# مود كيرنز
مود كيرنز (بالإنجليزية: Maude Kerns)‏ هي رسامة أمريكية، ولدت في 1876 في بورتلاند في الولايات المتحدة، وتوفيت في 1965 في يوجين في الولايات المتحدة.